# Wachführer
Wird eine Wacheinteilung vorgenommen, so ernennt der Schiffsführer geeignete Wachführer. Diese führen das Schiff während der Zeit ihrer Wache selbständig mit Unterstützung durch den Rest der Wache. Nur in Ausnahmesituationen sollte der Schiffsführer in Anspruch genommen werden müssen. Während der Wache trägt der Wachführer eine ähnliche Verantwortung wie der Schiffsführer – und hat eine entsprechende Weisungskompetenz.

## Andere Verwendungen
- Bei der DLRG wird die Funktion des Wachleiters als Wachführer bezeichnet.